# Storbritannien i Eurovision Song Contest 2015
Storbritannien deltog i Eurovision Song Contest 2015 i Wien, Österrike. Den brittiska bidraget valdes via ett internt val, organiserad av den brittiska programföretaget BBC. Den 7 mars 2015 i en show med titeln Our Song For Eurovision 2015, och sänds via BBC Red Button Service, meddelades det att den brittiska duon Electro Velvet skulle representera Storbritannien med sin låt "Still in Love with You".

## Bakgrund
BBC bekräftade att Storbritannien skulle delta i  Eurovision Song Contest 2015 den 9 september 2014. Den 6 oktober 2014 meddelade BBC de första detaljerna kring valet av den brittiska bidraget. 

## Internval
Den 6 oktober 2014 meddelade BBC en öppen underkastelse för intresserade artister att skicka in sina låtar i form av en videoinspelning. Den anmälningstiden varade fram 7 november 2014. Förutom de inlagor som de erhållit från allmänheten. En expertpanel lyssnade på alla bidrag senast den 14 november 2014 och slutomgången för artister informerades senast den 21 november 2014.
Den 24 februari 2015 exekutiv producent och delegationschef för Eurovision för BBC, Guy Freeman, aviserade i sin blogg att det brittiska artist och låt skulle avslöjas den 7 mars 2015 BBC Red Button tjänsten via en show med titeln Our Song for Eurovision 2015. semifinaler kommentator Scott Mills kommer återigen värd för 10-minuters show. Eurovision.tv kommer också sända showen på deras webb-TV-tjänst för internationella tittare. BBC bekräftade också att deras inträde kom från deras online inlämnande process, som fick knappt 300 ansökningar. 

## Under Eurovision
Storbritannien deltog finalen den 23 maj 2015. De hamnade på 24:e plats med 5p.